# Uspénskoie (Sakhalín)
|  | Per a altres significats, vegeu «Uspénskoie». |

Uspénskoie (en rus: Успенское) és un poble de l'óblast de Sakhalín, a l'Extrem Orient de Rússia, que el 2013 tenia 445 habitants. Pertany al districte d'Aniva.